# 槳足綱
槳足綱(學名：Remipedia)是分布於濱海地下含水層中的甲殼亞門動物，不具視力，族群遍布在目前已知的海盆，如加勒比海、大西洋、澳洲海域，最早發現的槳足綱為賓夕法尼亞紀的化石，不過自1979年已在新熱帶界發現17種現存槳足綱動物。

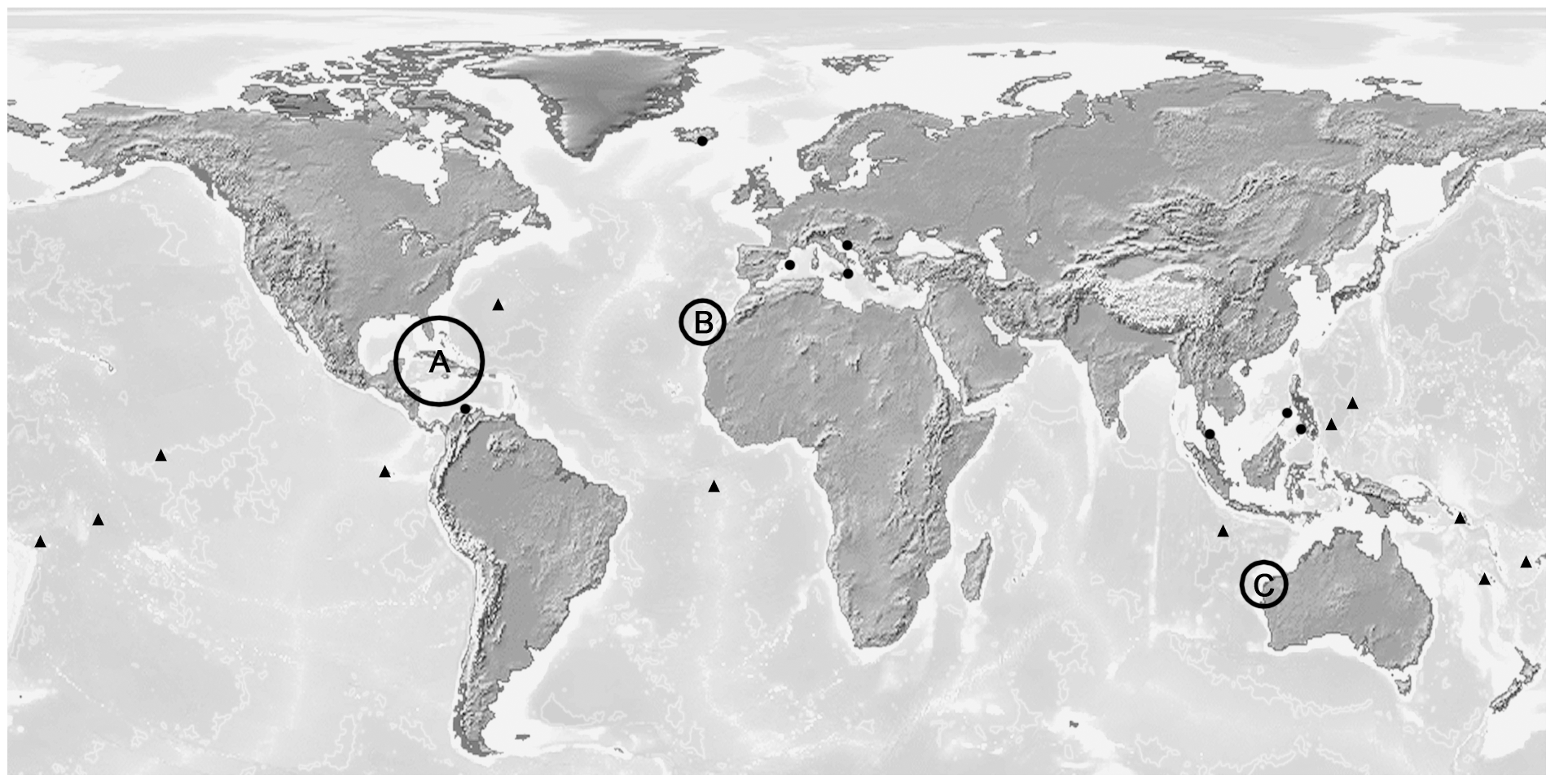
槳足綱的分佈：(A)加勒比海(B)加那利群島(C)西澳州。

## 特徵
槳足綱動物身長10到40毫米，包含頭和極長的軀幹，體節至多可達42節，每節都有可游泳的附肢，以背側朝下游泳，大部分種類移動速度較緩。牙上連接分泌腺體，不過科學家仍不清楚分泌物為消化液還是毒液，也不確定其主食為死亡生物碎屑或者活體。而在Xibalbanus tulumensis這個物種已知會分泌毒素。槳足綱的身體結構在甲殼亞門中屬原始者，有人認為此綱可能為原始族群，但Fanenbruck et al.指出槳足綱中至少有其中一種Godzilliognomus frondosus，具有高度組織和完善分隔的腦，且嗅覺區佔了大塊，為黑暗棲地中與其他多種生物的共通特徵。

## 下属分类
本纲包括以下目：
- Enantiopoda（英语：Enantiopoda） †
  - Tesnusocarididae（英语：Tesnusocarididae） †
- 泳足目 Nectiopoda（英语：Nectiopoda）
  - Godzilliidae（英语：Godzilliidae）
  - Micropacteridae（英语：Micropacteridae）
  - Speleonectidae（英语：Speleonectidae）